# Charles Méré

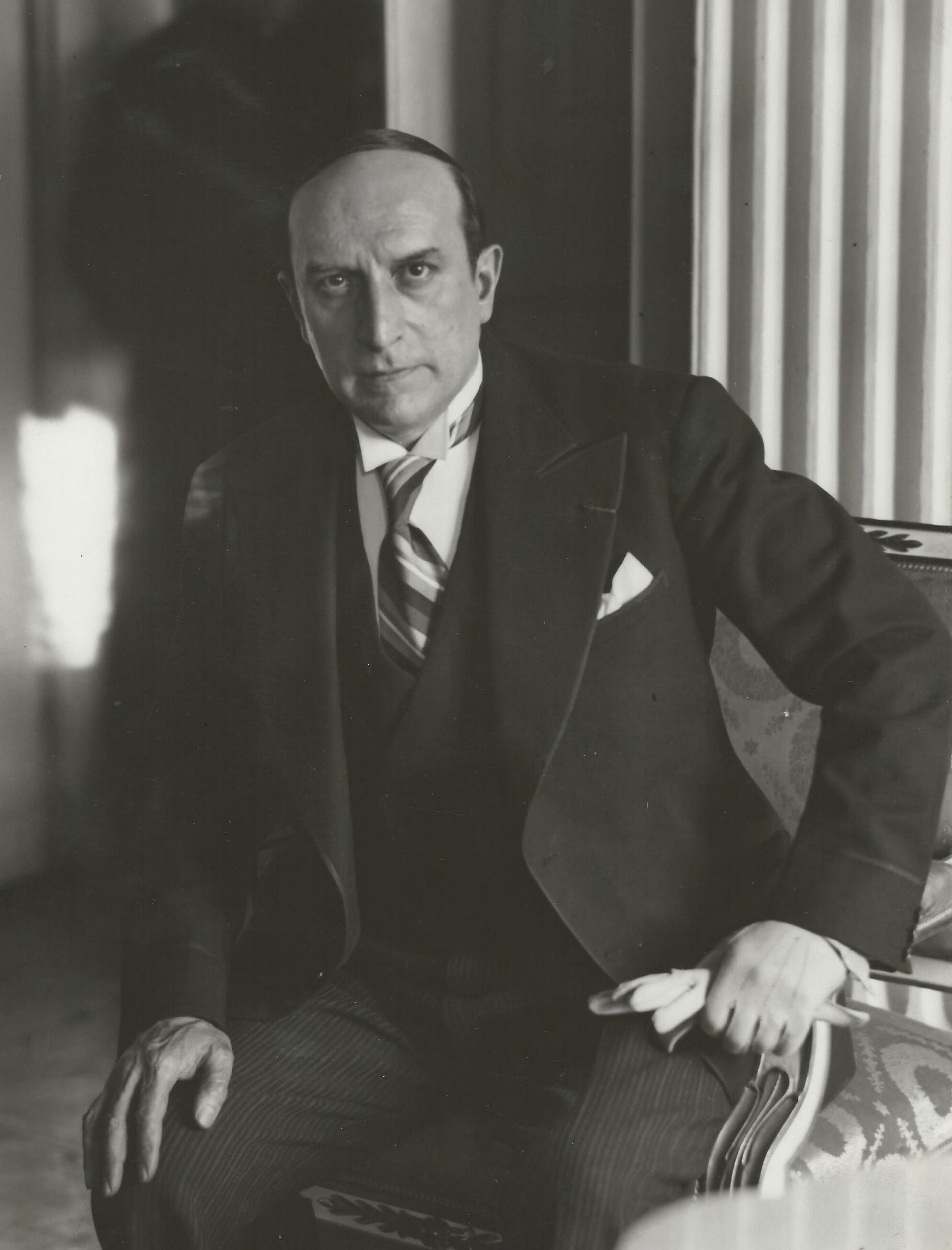
Charles Méré

Auguste Charles Alexandre Méré (* 29. Januar 1883 in Marseille; † 2. Oktober 1970 in Paris) war ein französischer Dramatiker, Drehbuchautor und Librettist.

## Leben
Méré trat nach 1900 als Autor einer Reihe von Dramen hervor, von denen einige dem Genre des Grand-Guignol zuzuordnen sind. Mehrere seiner Stücke wurden verfilmt. Er verfasste auch einige Opernlibretti und in den 1940er Jahren auch Drehbücher (so Févre und L'âge d'or, beide 1942). In den Filmen La Vénus de l'or (1937), Serge Panine (1939) und Fortuné de Marseille (nach seinem Stück Un Homme du Nord) führte er Regie.
Einige seiner Stücke erfuhren mehrfache Bearbeitungen: So wurde Le Trois Masques 1908 uraufgeführt und bildete im gleichen Jahr die Grundlage für Albert Capellanis Stummfilm Le corso tragique. 1912 wurde das Stück als Oper von Isidore de Lara am Grand Théâtre von Marseille aufgeführt. Eine zweite Stummfilmversion drehte 1921 Henry Krauss, und die Verfilmung von André Hugon aus dem Jahr 1929 war der erste französischsprachige Tonfilm.
Zwischen 1929 und 1944 war Méré mit Unterbrechungen Präsident der Société des Auteurs et Compositeurs Dramatiques (SACD).

## Theaterstücke
- L'Hydre, 1905
- Les Hommes de proie, 1907
- Les Trois Masques, 1908
- Les Ruffians, 1909
- Le Festin du Roi, 1909
- L'Ingénu, 1913
- Une nuit au bouge, 1919
- La Captive, 1920
- Les Conquérants, 1920
- Le Marquis de Sade, 1921
- La Flamme, 1922
- La Femme masquée, 1922
- Le Vertige, 1922
- Le Prince Jean, 1923
- La Danse de minuit, 1924
- La Tentation, 1924
- Par la force, 1925
- Une nuit de Don Juan, 1925
- Le Lit nuptial, 1926
- Le Plaisir, 1926
- Berlioz, 1927
- Le Carnaval de l'amour, 1928
- Crime, 1928
- L'Homme nu, 1929
- Broadway, 1928
- Les Pantins du vice, 1929
- Music-hall, 1929
- Shangaï, 1929
- La Chair, 1930
- Hantise, 1931
- Les Tribulations d'un Chinois en Chine, 1931
- Le Roi Lear, 1932
- Le Masque au mort rouge, 1932
- Le Désir, 1933
- Un Homme du Nord, 1933
- Le Passage des Princes, 1933
- Zizippe, 1935
- Indiana, 1935
- Liberté, 1937
- Le Pavillon d'Asnières, 1943
- L'Affranchim 1943

## Filme
- 1908: Le corso tragique
- 1921: Les trois masques
- 1926: La Flamme (Vorlage)
- 1927: The Masked Woman
- 1927: Sonja (Le Vertige)
- 1928: Le Prince Jean
- 1929: Les Trois Masques
- 1929: La Tentation
- 1934: Le Prince Jean
- 1935: Le Vertige (Vorlage)
- 1936: La Flamme
- 1942: Fiévres
- 1942: L'Âge d'or (Drehbuch, Produktion)
- 1943: Eine fatale Familie (Goupi Mains Rouges) (Produktion)
- 1943: L'Homme qui vendit son âme (Drehbuch)
- 1952: Fortuné de Marseille (Drehbuch)
- 1958: Frauengefängnis (Prisons de femmes) (Drehbuch)

## Libretti
- Les Trois Masques (Isidore de Lara), UA 1912
- Angelo, tyran de Padoue nach Victor Hugo (Alfred Bruneau), UA 1928
- L'Ingénu nach Voltaire, (Xavier Leroux), UA 1931